# Burgstall Eggenfelden
Der Burgstall Eggenfelden, auch als Sitz Ruhstorf bezeichnet, bezeichnet eine abgegangene mittelalterliche Wasserburg im Stadtpark am Südostrand der Altstadt von Eggenfelden im Landkreis Rottal-Inn in Bayern. Die Anlage wird als Bodendenkmal unter der Aktennummer D-2-7542-0001 im Bayernatlas als „Niederungsburgstall des hohen oder späten Mittelalters („Sitz Ruhstorf“)“ geführt. 

## Beschreibung
Von der ehemaligen Burganlage, einer früheren 50 Meter im Durchmesser großen Insel mit bis zu 15 Meter breiten Wassergraben, ist nichts erhalten.